# Aristida ramosissima
Aristida ramosissima là một loài thực vật có hoa trong họ Hòa thảo. Loài này được Engelm. ex A.Gray mô tả khoa học đầu tiên năm 1867.